# Campo di concentramento di Ulven
Il campo di concentramento di Ulven fu stabilito dalle forze di occupazione tedesche ad Os, nell'ex contea dell'Hordaland, nel giugno 1940, primo nel suo genere in quanto designato come Polizeihäftlingslager, e posto sotto la giurisdizione della polizia di sicurezza tedesca.
Inizialmente il campo era utilizzato per rinchiudervi israeliti o comunisti, ma ben presto membri di altri gruppi sottoposti a persecuzione iniziarono a giungervi. Le condizioni del campo peggiorarono nel 1942, quando ebbe luogo la nomina di Otmar Holenia, soprannominato la Tempesta, a Untersturmführer. I prigionieri di Ulven furono trasferiti al vicino campo di concentramento di Espeland nell'estate del 1943.